# Psilochorus tellezi
Psilochorus tellezi là một loài nhện trong họ Pholcidae. Loài này được phát hiện ở México.